# Cécile Wick
Cécile Wick (heimatberechtigt in Kloten, * 3. Dezember 1954 in Muri AG) ist eine Schweizer Künstlerin, Fotografin und Hochschullehrerin.

## Leben
Cécile Wick wuchs mit acht Geschwistern auf einem Bauernhof im Kanton Thurgau auf. Sie studierte ab 1974 Kunstgeschichte und Germanistik in Zürich. Danach ging sie 1978 ein Jahr nach Paris, um Theater zu studieren. Von Bedeutung war für sie der Unterricht in Körpertheatertechnik Mime corporel dramatique des Schauspielers und Pantomimen Etienne Decroux (1898–1991). Gleichfalls wichtig war ein dreijähriger Aufenthalt in den Vereinigten Staaten von 1986 bis 1989. Werkbeiträge und Stipendien waren die Basis für längere Studienaufenthalte in New York, Paris, Rom und Kairo.
Anfangs war Wick als freischaffende Künstlerin und Dozentin an der Schule für Gestaltung Zürich tätig. Sie stellt seit 1980 regelmässig im In- und Ausland aus. Mit dem Künstler Peter Radelfinger (* 1953) gründete sie 1998 die «F.I.R.M.A», ein Unternehmen für Kunst und Kommunikation. Ergebnisse der Zusammenarbeit sind Projekte im öffentlichen Raum, Installationen und vor allem Kunst am Bau. Im Jahr 2003 erhielt Wick den Kunstpreis des Kantons Zürich. Bis 2016 war sie als Professorin für Fotografie an der Zürcher Hochschule der Künste (ZHdK) tätig.
Wick lebt und arbeitet in Zürich.

## Einzelausstellungen (Auswahl)
- Kunstmuseum des Kantons Thurgau, Kartause Ittingen 1990.
- Kunsthaus Pasquart, Biel 1991.
- Kunstverein Schaffhausen (Museum zu Allerheiligen) 1998.
- Kunstverein Bochum, 1998/1999.
- Kunstmuseum Bern 2006.
- Kunst(Zeug)Haus, Rapperswil 2014.
- Kunsthaus Grenchen 2018.

## Veröffentlichungen und Kataloge (Auswahl)
- Foto Arbeiten. Kunstmuseum des Kantons Thurgau, Kartause Ittingen 1991.
- KopfFall. Ed. Frey, c/o Scalo, Zürich 1995, ISBN 978-3-905509-13-7.
- America. Ed. Frey, c/o Scalo, Zürich 1999, ISBN 978-3-905509-24-3.
- mit Nadine Olonetzky: Nachtstücke. Nürnberg 2006, ISBN 978-3-936711-89-9.
- Colored waters. Scheidegger & Spiess, Zürich 2011, ISBN 978-3-85881-330-5.
- Canto oscuro. Wolfsberg-Verlag, Zürich 2013.

- Nidwaldner Museum (Hrsg.): Charles Wyrsch mit Cécile Wick und Teresa Chen. Stans 2000, ISBN 978-3-9521223-6-5.
- Matthias Frehner (Hrsg.): Cécile Wick, Weltgesichte, vision du monde. Benteli, Wabern/Bern 2006.